# Вишагу (Клуж)
Вишагу (рум. Vișagu) насеље је у Румунији у округу Клуж у општини Сакујеу. Oпштина се налази на надморској висини од 911 m.

## Становништво
Према подацима из 2002. године у насељу је живело 362 становника, од којих су сви румунске националности.